# مرصد لاسيلا
مرصد لاسيلا في علم الفلك (بالإنجليزية: La Silla Observatory)‏؛ هو مرصد فلكي في شيلي ويشتمل على 18 مقرابًا. وقد قامت منظمة المرصد الأوروبي الجنوبي ببناء 9 من تلك المقاريب، كما تشترك المنظمة أيضا في سبعة أخريات. ويعتبر المرصد واحدا من أكبر المراصد التي تقوم بمشاهدة النصف السماوي الجنوبي.
وسمي المرصد لاسيلا باسم الجبل المقام عليه لاسيلا ويبلغ ارتفاعه 2400 متر وهو يقع على حافة جنوب صحراء أتاكاما في شيلي. ويقع المرصد نحو 160 كيلومتر شمال مدينة لاسيرينا ونحو 27 كيلومتر جنوب مرصد لاس كامباناس ، ونحو 100 كيلومتر شمال مرصد سيرو تولولو وهو رصد تشترك الولايات المتحدة فيه.

## المقاريب
- مقراب التقانة الجديدة وله مرآة 3.5 متر وقامت ببنائه إيسو ESO
- مقراب 2 بمرآة 3.6 متر قامت بإنشائه ايسو
- مقراب 3 بمرآة 2.2 متر، قامت بإنشائه إيسو (الوكالة الأوروبية لأبحاث الفضاء)
- مقراب 4 بمرآة 1.5 متر بنته ايسو، وانتهي تشغيله
- مقراب 5 بمرآة قطر 1 متر بنته إيسو، وانتهى تشغيله
- مقراب 6 قطر 0.5 متر قامت ببنائه إيسو، ونقل إلى مرصد يو سي سنتياجو، شيلي.
- مقراب 7 دينيس قطر 1 متر.
- مقراب 8 مارلي بمرآة 1 متر (لمشروع إيروس)
- مقراب 9 جينيفا بمرآة 1.2 متر
- مقراب 10 دانيش بمرآة 5و1 متر
- مقراب 11 دانيش بمرآة 50 سنتيمتر
- مقراب 12 داتش بمرآة 90 سنتيمتر
- مقراب 13 سيست 15 متر، بنته إيسو، وأنهى عمله
- مقراب 14 مارسيليا بمرآة 40 سنتيمتر
- مقراب 15 بوخوم بمرآة 61 سنتيمتر
- مقراب 16 كات بمرآة قطر 4و1 متر بنته إيسو وانهى عمله
- مقراب 17 إيريس
- مقراب 18 : مقراب شميدت قطر المرآة 1 متر، شيدته ايسو وانتهى العمل به،
- مقراب 19 GPO، وقد استبدل بمارلي 1 متر.

## معرض صور

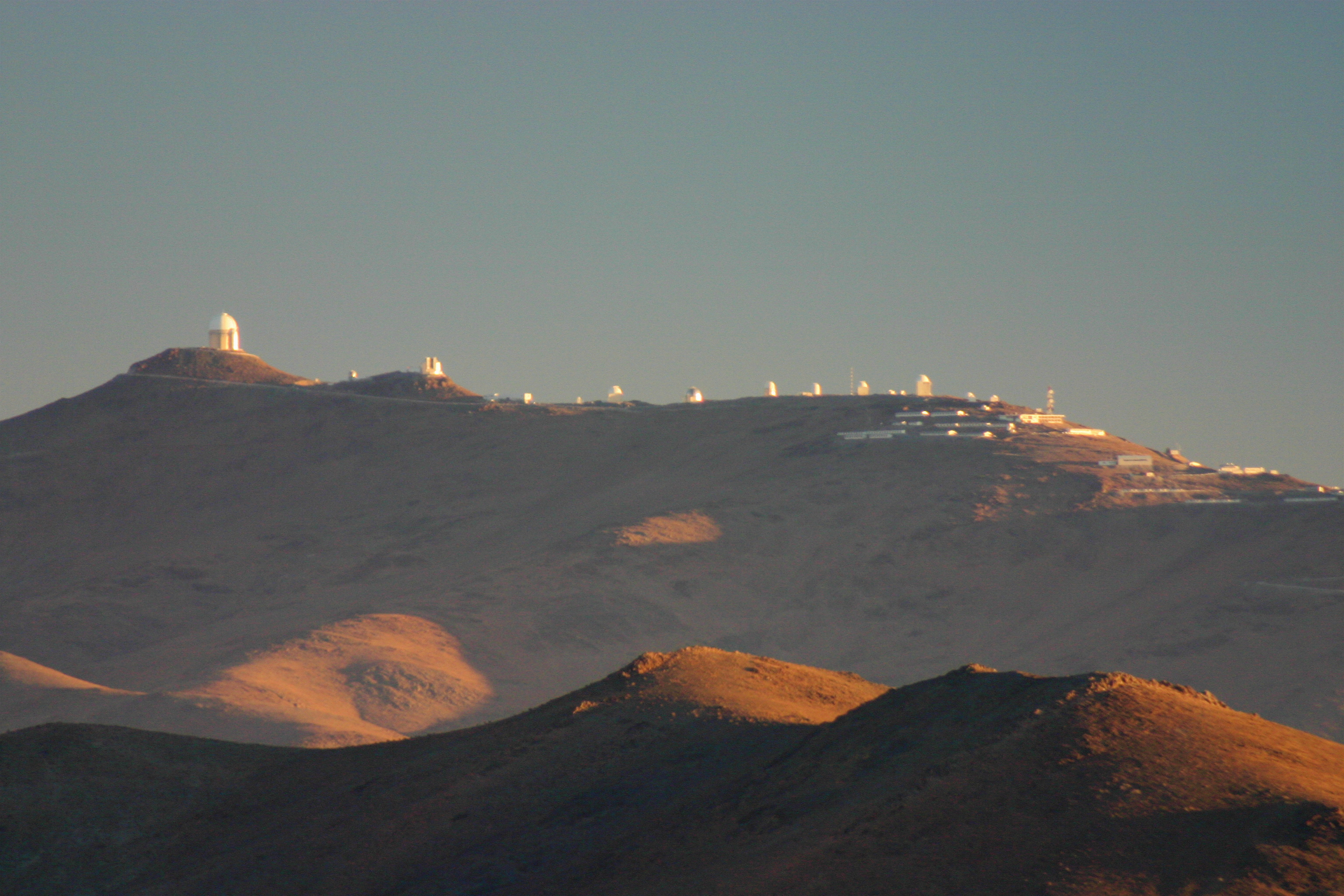
مقاريب مرصد لاسيلا، صحراء أتاكاما، شيلي.
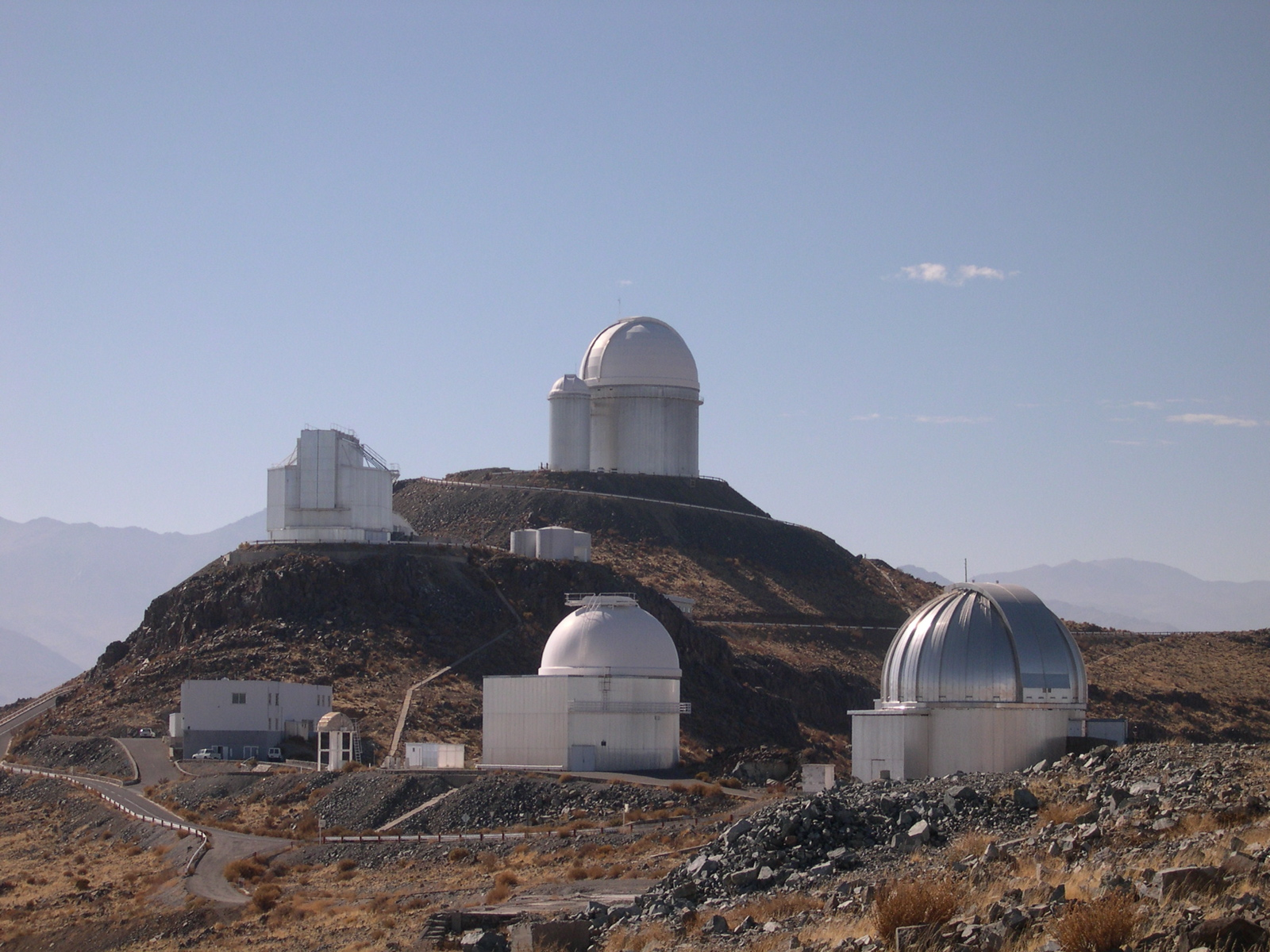
أربعة من مقاريب لاسيلا. من الأمام إلى الخلف : قباب المرآة 2و2 متر شميدت، ومقراب التقانة الجديدة بمرآة 6و3 متر.
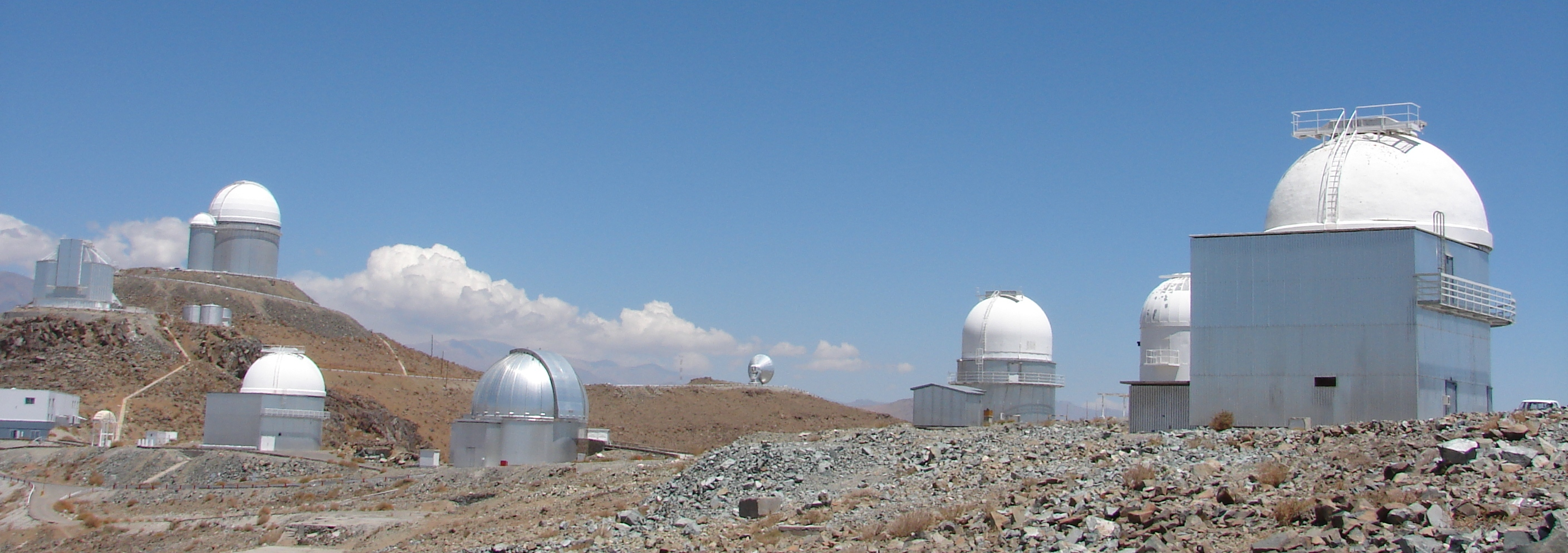
مرصد لاسيلا.
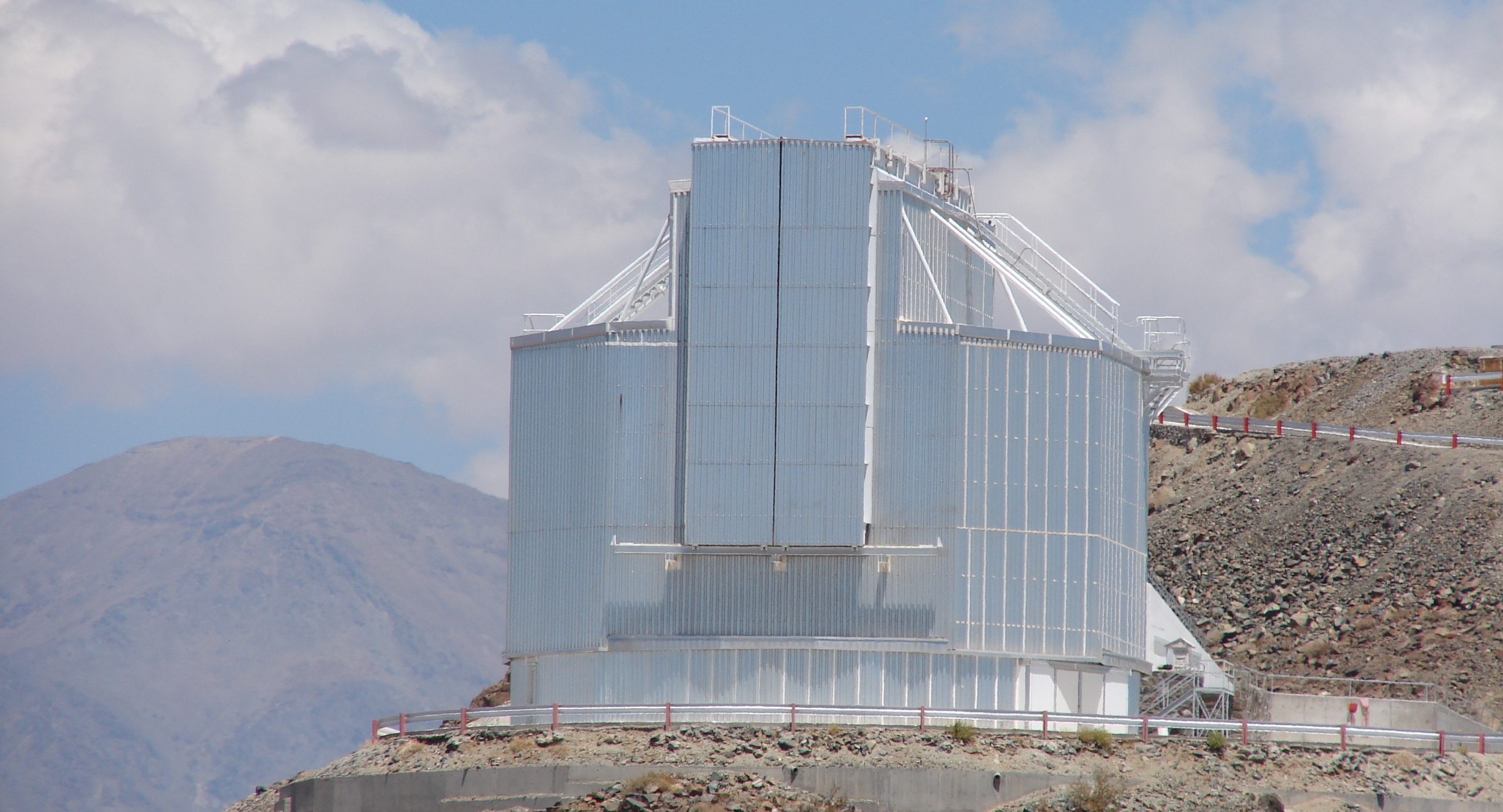
مقراب التقانة الجديدة بمرآة 5و3 متر.

## اقرأ أيضا
| - المرصد الأوروبي الجنوبي - تجربة مستكشف أتاكاما - NGC 2442 - راينهارد جنزيل - مقراب شميدت - مقراب - مرصد لاس كامباناس | - مرصد هايدلبرج - مقراب كاسر - مقراب جيمس ويب الفضائي - مرصد ديناميكا الشمس - مرصد كيك - مرصد مولارد الراديوي - مقراب سبيتزر الفضائي - مرصد سوبارو | - مرصد جيميني - مرصد مونا كيا - استشعار عن بعد - مسبار فضائي - مقراب هابل الفضائي - مرصد لاساجرا - مرصد القطب الجنوبي |  |